# Лисенко Сергій Анатолійович (футболіст)
Сергій Анатолійович Лисенко (рос. Сергей Анатольевич Лысенко нар. 1 вересня 1976) — російський та український футболіст, захисник. Грав у вищих дивізіонах Росії й України.

## Клубна кар'єра
На дорослому рівні розпочав виступати в 16-річному віці в складі дубля московського ЦСКА, протягом п'яти сезонів відіграв більше 90 матчів у другій і третій лізі. За основну команду армійців в офіційних матчах так і не зіграв.
У 1996 році виступав за камишинську «Енергію-Текстильник». Дебютував у вищій лізі у виїзному матчі першого туру проти новоросійського «Чорноморця», відігравши повний матч. Всього за сезон взяв участь у 25 матчах вищої ліги і двох іграх Кубка Росії, а його команда вилетіла з вищої ліги.
Влітку 1997 року перейшов в одеський «Чорноморець». Дебютував у чемпіонаті України від 3 серпня 1997 в матчі проти запорізького «Торпедо», вийшовши на заміну на 70-й хвилині замість Віктора Мглинця. Всього зіграв у двох матчах чемпіонату України, обидва — в серпні 1997 року.
Після відходу з «Чорноморця» припинив виступи на професіональному рівні. У 2001 році грав за московську «Ніку» в аматорській першості.

## Кар'єра в збірній
З 1992 року викликався у збірну Росії молодших вікових груп. У 1995 році в складі юнацької збірної (до 19 років) брав участь у фінальному турнірі молодіжного чемпіонату світу, і забив один з м'ячів на груповій стадії в ворота Сирії. На турнірі збірна Росії стала чвертьфіналістом.